# 川岸令和
川岸 令和（かわぎし のりかず、1962年 - 2022年8月1日）は、日本の法学者。専門は憲法。早稲田大学政治経済学術院長、政治経済学部長、法務研究科の教授を歴任。新司法試験委員。

## 経歴
大阪府出身。大阪教育大学附属高等学校天王寺校舎卒業。早稲田大学政治経済学部在学中の1986年に司法試験に合格し、1987年に卒業。同大学大学院政治学研究科に進学し、1989年から同大学政治経済学部助手。1992年からフルブライト奨学生としてイェール大学ロースクールに留学し、1993年にLL.M.を取得する。帰国後、1995年に早稲田大学政治経済学部専任講師、1997年に同学部助教授、2002年に同学部教授。2004年イェール・ロースクールでJ.S.D.を取得。同年4月より早稲田大学大学院法務研究科教授を兼任。
2018年9月から2021年1月まで早稲田大学政治経済学術院長、政治経済学部長を務めた。
日本公法学会、日米法学会、比較法学会、宗教法学会、政治思想学会、日本政治学会、アメリカ学会、American Political Science Association の各学会に所属する。
2019年4月に新元号「令和」が発表された際は同名ということから注目を浴びた。報道各社から早稲田大学広報課を通じてコメントを求められたものの、川岸自身は多忙を理由にコメントしなかった。
2022年8月1日、死去。60歳没。

## 著書
共著
- 『憲法』新版（青林書院、2005年）
- （飯島昇藏）『憲法と政治思想の対話 - デモクラシーの広がりと深まりのために』（新評論、2002年）

編集
- （薮下史郎）『立憲主義の政治経済学』（東洋経済新報社、2008年）